# 黑山經濟
黑山經濟以服務業為主導，目前正處於經濟轉型。此巴爾幹小國的經濟正從南斯拉夫內戰、南斯拉夫社會主義聯邦共和國解體後工業萎縮和聯合國經濟制裁中復甦。

## 歷史
作為一個小型公國，黑山在進入20世紀後才踏出發展工業經濟的第一步，起步較晚的原因在於該國人口少、原材料缺乏、交通網絡不完善和投資速度緩慢，延遲工業化使黑山以獨特的綠洲形式生存。
黑山首批工廠建於20世紀初，隨後木廠、煉油廠、釀酒廠和發電廠相繼落成，工業經濟發展不久被第一次巴爾幹戰爭（1912-1913）、第一次世界大戰和第二次世界大戰等戰爭打斷。兩次世界大戰之間，農業仍然主導國家經濟，工業廠房則只剩下木廠、煙草廠、釀酒廠和鹽廠。

## 南斯拉夫社會主義聯邦共和國時代
第二次世界大戰結束後，黑山成為南斯拉夫社會主義聯邦共和國的一部分，經濟才有重大進展，經歷急速的城市化和工業化，發展不同工業如發電、鋼鐵、鋁、煤炭開採、林業、木材加工、紡織和製造煙草，而貿易、國際航運和旅遊業在1980年代後期變得更重要。

## 南斯拉夫解體
南斯拉夫解體後，黑山工業失去市場和供應商，導致生產暫停，自1989年開始的私有化方案也被迫中斷。南斯拉夫市場解體，加上聯合國在1992年5月實施制裁，使黑山面臨自二戰以來最大的經濟和金融危機，聯合國的制裁估計使黑山整體經濟損失約6.39十億。在1993年，該國三分之二人口生活在貧困線以下，救災物資經常中斷，健康和環保水平低於最低國際標準。該國在這時期經歷人類歷史上第二高的惡性通貨膨脹，1994年1月通脹率高達百分之300萬。
黑山地理位置優越，處於亞得里亞海沿岸，與阿爾巴尼亞以斯庫台湖相隔，因此成為走私活動的樞紐，整個工業生產停頓，走私汽油和香煙等因供不應求而價格暴漲的用品成為主要經濟活動，這種形同合法的猖獗情況持續數年。 

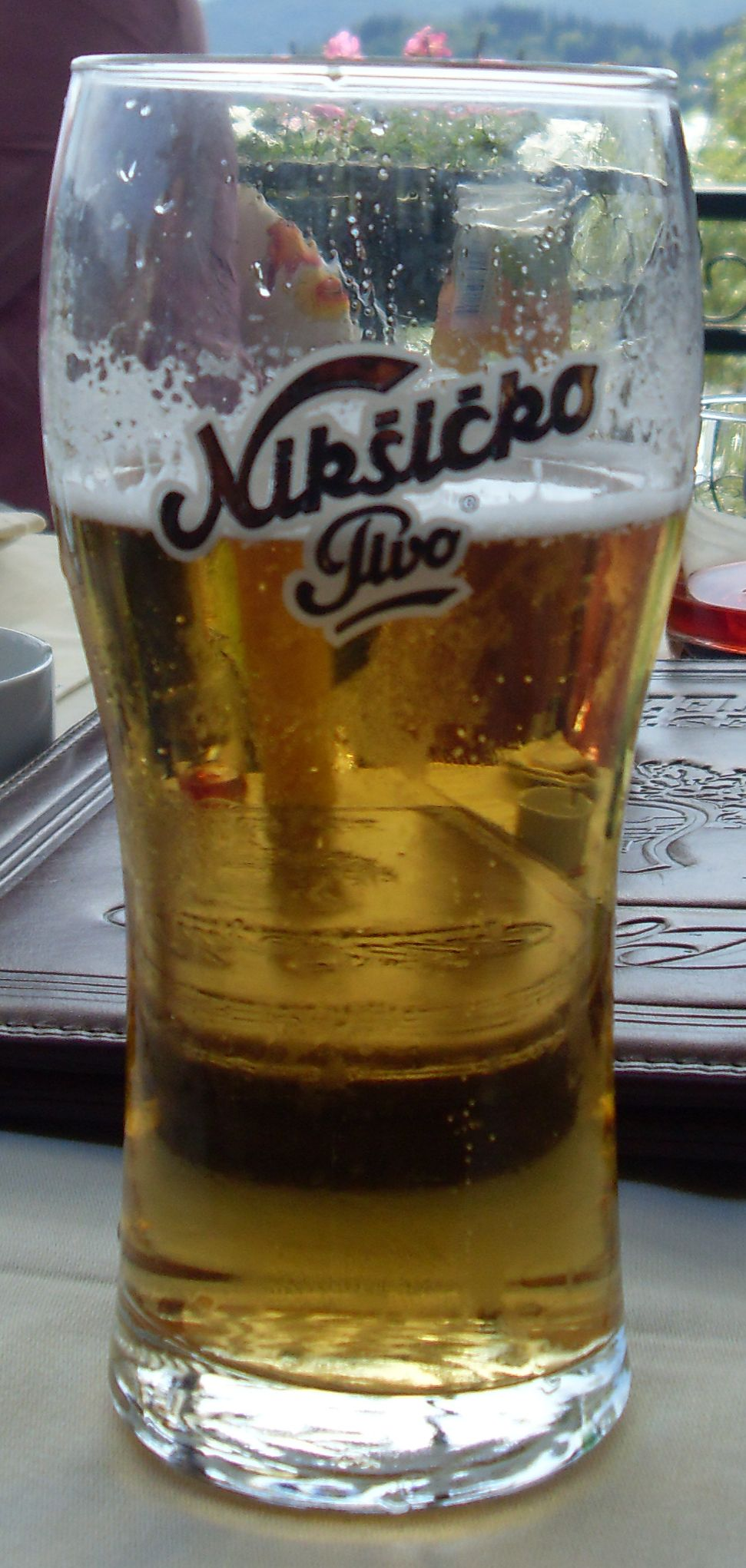
黑山啤酒
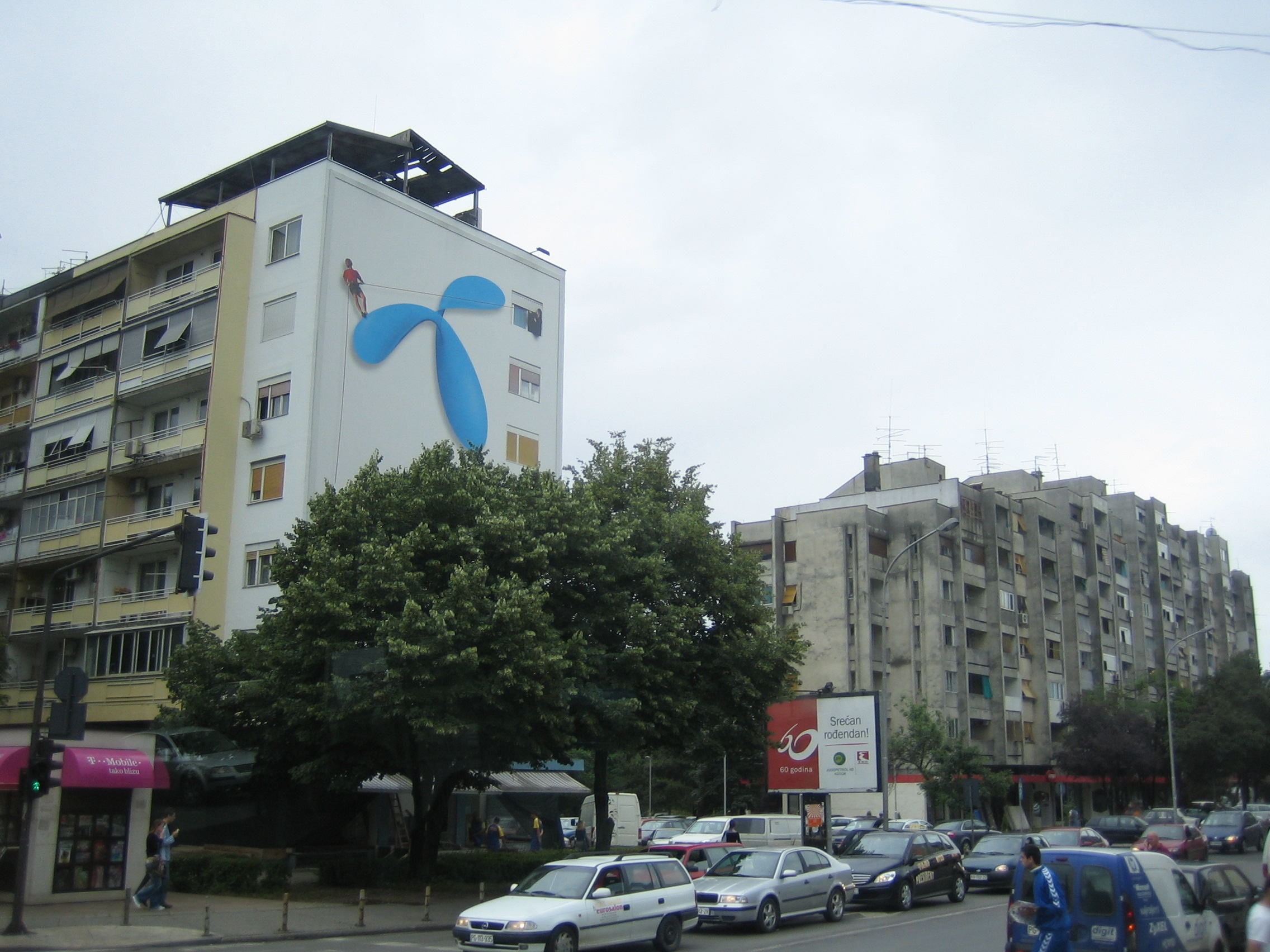
黑山貧民區
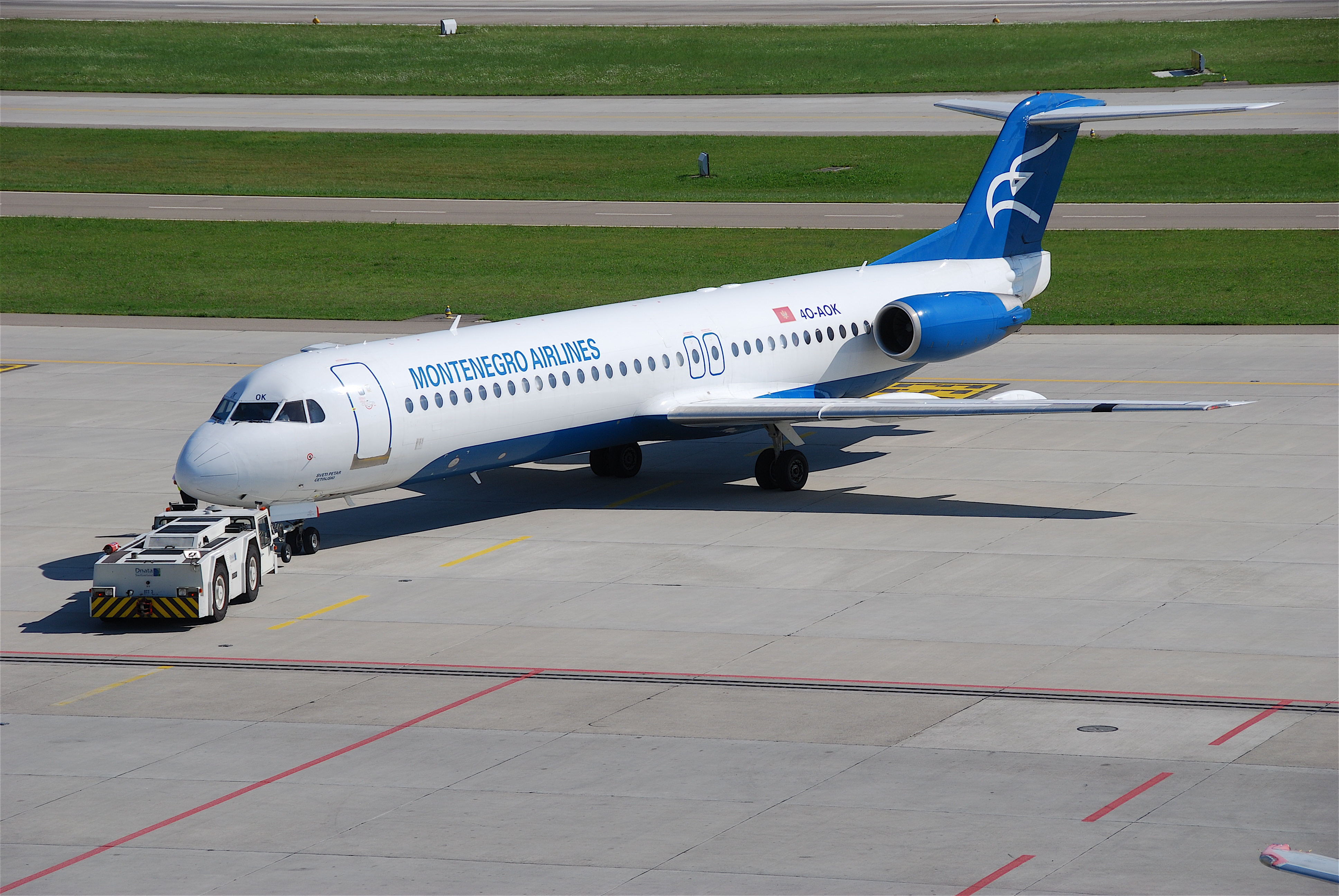
黑山航空
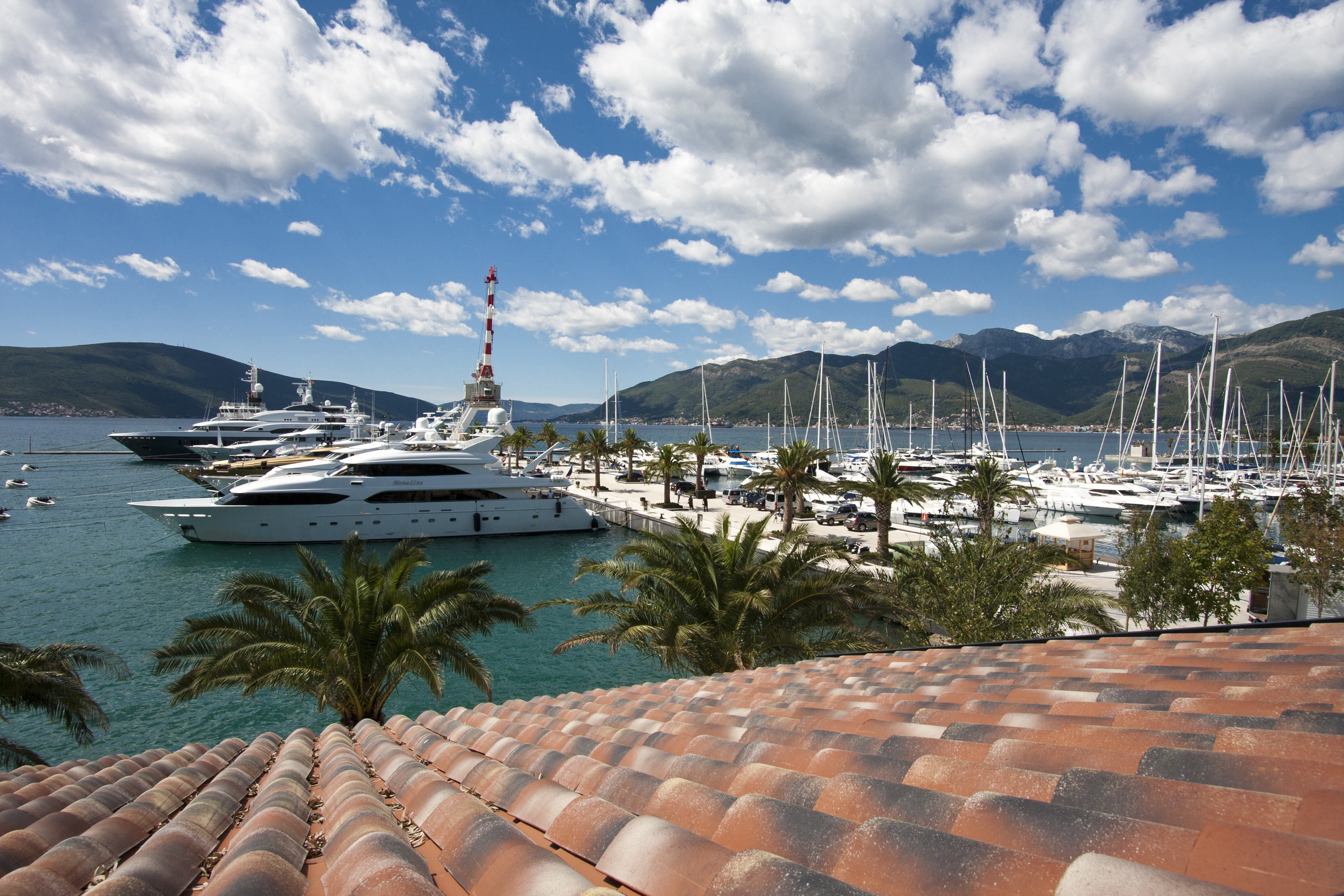
富豪遊艇碼頭區
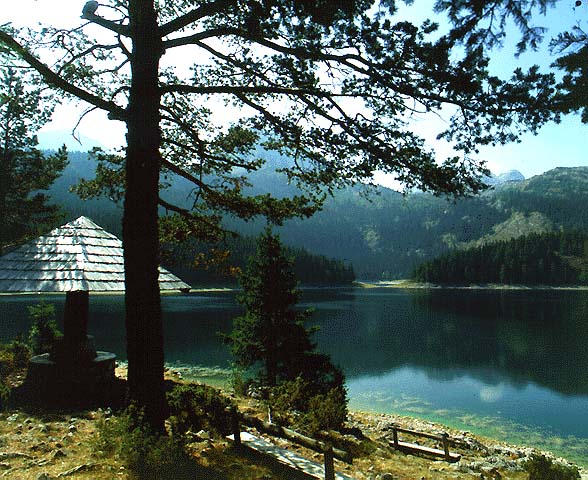
Gora度假村
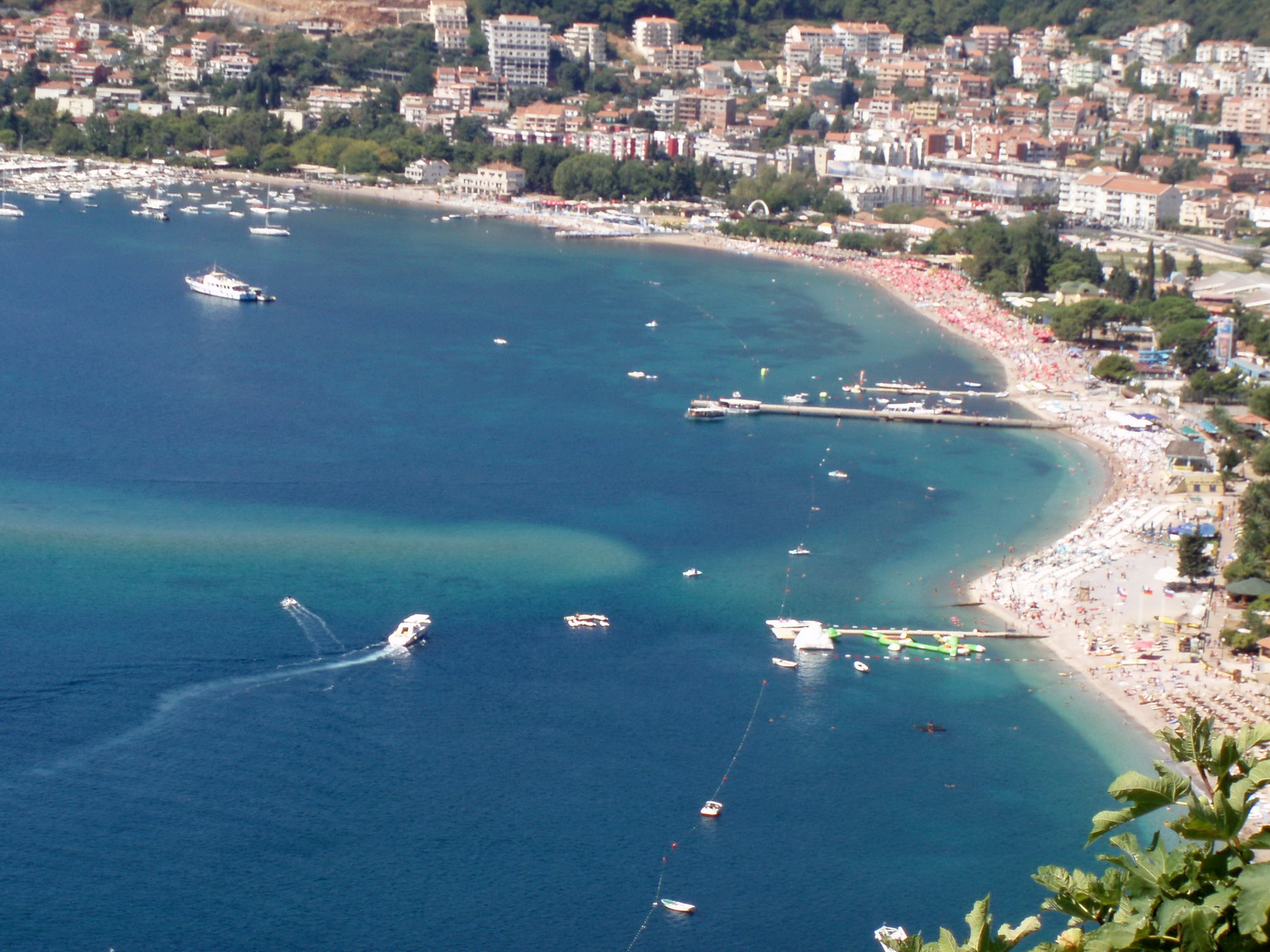
Slovenska海灘

## 擺脫塞爾維亞的影響
1997年，米洛·久卡諾維奇掌管執政黨黑山社會民主黨（DPS），開始切斷與塞爾維亞的關係，指責斯洛博丹·米洛舍維奇的政策使經濟整體下滑，採用德國馬克對付復燃的通脹問題，並採取更多控制經濟的措施，最終促使塞爾維亞和黑山的誕生，黑山政府在這鬆散的聯盟中承擔經濟政策的主要責任。政府其後實行更快和更有效的私有化，並通過立法改革、增值稅出台和採用歐元為法定貨幣，成立了中期經濟改革計劃。2006年5月21日，黑山舉行公投，決定從塞爾維亞脫離獨立。

## 獨立後
公投獨立後，黑山經濟繼續轉型發展服務業，吸引外國投資者參與旅遊新建投資和大型基礎設施項目，以促進旅遊業發展，目標成為優質旅遊地點和加入歐盟。
2006至2007年間，房地產市場蓬勃，俄羅斯、英國和其他國家的富豪在沿岸地區購買物業，2008年人均外國投資高於其他歐洲國家，經濟近年因外國直接投資飛快增長。2000年代末經濟衰退，規模最大型的新建投資可能被推遲，使經濟增長放緩。在經濟衰退中受到重創的波德戈里察鋁廠（Podgorica Aluminium Plant）對該國經濟和出口尤其重要。 
2012年上半年，黑山出口貨品（主要是金屬）總值1.82億歐元，比前一年同期減少14.6％，主要出口國依次是克羅地亞、塞爾維亞、波斯尼亞和黑塞哥維那和匈牙利，而進口貨品（主要是糧食、石油和電能）總值864,9億歐元，較前一年同期高2.6％，主要進口國依次是塞爾維亞、希臘和波士尼亞與赫塞哥維納。

## 外部連結
- Montenegro Economy and Financial News
- The Njegoskij Fund Public Project >> Country Profile on Montenegro
- CIA World Factbook - Montenegro（页面存档备份，存于）
- A New Playground for the Rich（页面存档备份，存于）, a slideshow by The New York Times.